# Idioma mehinaku
El idioma mehináku (Meinaku) es una lengua arawak del grupo Paresí-Waurá hablada en Brasil. Tiene un dialecto denominado Waurá-kumá que es parcialmente inteligibles con el waurá debido a la influencia de esta otra lengua sobre ese dialecto.